# Moritz Ludwig Georg Wichmann
Moritz Ludwig Georg Wichmann (Celle (Baixa Saxônia), 14 de setembro de 1821 — Königsberg, 7 de fevereiro de 1859) foi um astrônomo alemão.

## Obras
- Proprietates maxime insignes pentagoni sphaerici cujus singulae quinque diagonales quadranti aequales ejusque projectionum in planum tum centralis tum stereographicae. Göttingen, Philosophische Preisschrift vom 4. Juni 1843
- De Parallaxi stellae argelandriae (1830 Groombridge). Dissertation. Dalkowski, Königsberg 1847
- Erster Versuch zur Bestimmung der physischen Libration des Mondes aus Beobachtungen mit dem Heliometer. Altona 1847/48
- Ueber die Entdeckung der neueren Planeten. Königsberg 1847